# Ничија земља
Ничија земља је израз којим се означава територија или земљиште које је предмет спора, а на којиме ниједна од страна у спору не може или не жели преузети контролу.
У ужем смислу израз ничија земља означава терен који се налази између ровова, односно утврђених положаја двију супротстављених војски. Најчешће је ријеч о равном терену без природног заклона којег ниједна страна не жели трајно запосјести, јер би тиме само своје људство и опрему учинило незаштићеном метом. У ничију земљу се улази приликом јуриша, односно покушаја да се заузме непријатељски положај; понекад се у ничију земљу шаљу мање патроле с циљем извиђања непријатељских положаја, прикупљања заробљеника, односно болничари с носилима како би извукли рањенике и тела погинулих.
Ничија земља је феномен карактеристичан за опсаде и за позициони рат, а најпознатији примјер представља простор између њемачких и Антантиних ровова на Западном фронту у Првом свјетском рату.